# Polderhuis (Acquoy)
Het Polderhuis is een 19e-eeuws rijksmonument in het Nederlandse dorp Acquoy (provincie Gelderland).

## Geschiedenis
Het oudste gebouw op deze locatie dateert uit de 15e eeuw. Het was in gebruik bij de schout en schepenen en fungeerde tot 1795 als raadhuis, waarbij de kelder dienst deed als gevangenis. In 1811 kwam het voormalige raadhuis in gebruik als vergaderruimte van het polderbestuur. In 1830 werd besloten tot herbouw van het huis, waarbij de oorspronkelijke oostmuur is hergebruikt. Het nieuwe huis kostte 406 gulden.
In 1953 kwam het Polderhuis leeg te staan nadat diverse polderbesturen waren gefuseerd. De gemeente Geldermalsen verhuurde het pand, maar het stond grotendeels leeg. In 1980 werd het verwaarloosde pand gerestaureerd.
Het Polderhuis is onder andere in gebruik als trouwlocatie van de gemeente West Betuwe. Ook wordt er incidenteel vergaderd door de gemeenteraad.

## Beschrijving
Het rechthoekige polderhuis heeft gepleisterde buitenmuren. Op het vierzijdige tentdak staat een dakruiter met daarin een klok. Het buitenbordes leidt naar de vergaderruimte. De kelder was oorspronkelijk in gebruik als keuken.